# Легенда о Тарзане
«Легенда о Тарзане» (англ. The Legend of Tarzan) — американский анимационный сериал, созданный студией Walt Disney Television Animation. Является прямым продолжением мультфильма «Тарзан» 1999, основанном на романах Эдгара Берроуза о приемыше обезьян.

## Сюжет
История продолжает приключения Тарзана, Джейн и остальных. Тарзан из серии в серию учится справляться с трудностями вожака и защитника, а Джейн с отцом приживаются к джунглям. По разным причинам они исследуют все джунгли, решают проблемы в стае, общаются с приезжими которые по разным причинам приехали на остров, попадая в разные передряги и знакомясь с новыми друзьями и врагами.

## Персонажи

### Главные
Тарзан — (англ. Tarzan) человек, которого воспитывали обезьяны. После событий фильма становится вожаком горилл. Они поженились с Джейн и теперь они вместе живут в домике на дереве, который построили ещё родные родители Тарзана.
Джейн — (англ. Jane) Джейн Портер, англичанка которая мечтала увидеть диких обезьян теперь живёт в джунглях с мужем и отцом. Она приспосабливается к дикой природе с помощью Тарзана, при этом не забывая учить его хорошим манерам и в общем цивилизованной жизни. Её внешний вид и человеческие привычки часто вызывают удивление обезьян. Некоторые из-за этого не уверены в том, что человек может быть их предводителем.
Профессор Портер — Отец Джейн, профессор Архимед Портер (англ. Professor Archimedes Q. Porter). Ученый с большим опытом изучения горилл, хотя до прибытия в джунгли он не видел ни одной в живую. Очень активный для своего возраста, бывает так поглощен своей идеей, что не замечает ничего вокруг. При этом очень мудрый и понятливый, без предрассудков, но со своими странностями, к которым дочь уже привыкла. Вместе с ней он всю жизнь мечтал увидеть горилл и его мечта больше чем сбылась.
Терк — (англ. Terk), полное имя Тэркина (англ. Terkoz). Обезьяна, подруга детства Тарзана и его сводная старшая кузина. Любит быть в центре внимания, и искренне думает, что Тарзан не выживет без неё. Терк любит указывать Тарзану, что ему делать — до тех пор, пока он не поставит её на место. Что он делает редко, ведь знает, что хотя она никогда не скажет этого добровольно — это забота. Лучший друг Тантор и Джейн часто указывают на то, что она совсем не женственная. И это правда, её не редко путали с самцом.
Тантор — (англ. Tantor), слон, который не смотря на свои размеры и уважаемость вида, большой трус. Он боится всего и вся от бактерий до неизвестных слов, грязной воды и пираний (которые даже не водятся в Африке). Но когда дело доходит до крайности, и его друзья оказываются в беде он переступает свой страх и первый бежит на помощь.

### Союзники
Кала — (англ. Kala), мама-обезьяна Тарзана. Очень мудрая мама-обезьяна. Именно у неё Тарзан ищет покоя и совета в непростых ситуациях должности вожака. И она та обезьяна, которая относится к людям без предубеждений. В особенности к Джейн, которой Кала является не просто свекровью, а дорогим другом и родной душой.